# لیبرتی (کنتاکی)
لیبرتی (به انگلیسی: Liberty) شهری در ایالت کنتاکی کشور ایالات متحده آمریکا است که جمعیت آن در سرشماری سال ۲۰۱۰ میلادی، ۲٬۱۶۸ نفر بوده‌است.